# Yacht Clubul Regal Român
Yacht Clubul Regal Român (Y.C.R.R.) a fost înființat în anul 1921, la Constanța, sub denumirea Yacht Clubul Român și al cărui scop era dezvoltarea sporturilor nautice în România. 

În 1924, Yacht Clubul Român a dobândit personalitate juridică, iar Regele Ferdinand I a devenit Comodorul Clubului. Tot atunci, clubul și-a schimbat titulatura, numindu-se Yacht Club Regal Român, cu sediul la Constanța. 

Din anul 1936, Y.C.R.R. devine, prin Legea de organizare a Ministerului Aerului și Marinei, reprezentantul oficial al României în competițiile nautice internaționale și organismul de legatură cu organizațiile similare din străinatate. 

În 1937, sediul Y.C.R.R. s-a mutat de la Constanța la București și la acea dată avea peste 200 de membri și dispunea de baze la Eforie, Mamaia și București, pe lacurile Herăstrău și Snagov. Flota clubului cuprindea peste 16 ambarcațiuni și yachturi, printre care yachtul regal Luceafărul. 

În anul 1938, 8 yachturi românești participă la o croazieră și regată în Turcia. În același an, sosește în țară motoryachtul Taifun, proprietatea MS Regele Mihai I.
Activitatea Y.C.R.R. a fost îngreunată în timpul celui de-al doilea război mondial, apoi clubul este  suspendat în 1948.
În 1999, Yacht Clubul Regal Român a fost reactivat din inițiativa unor entuziaști, revenind la vechile însemne. 

În anul 2002, Majestatea Sa Regele Mihai I, a acceptat solicitarea de a-Și relua vechile prerogative de Comodor. 